# Lütfiye
Lütfiye ist ein türkischer weiblicher Vorname arabischer Herkunft mit den Bedeutungen „Güte“ oder „Schönheit“. Die männliche Form des Namens ist Lütfi.

## Namensträgerinnen
- Lütfiye Güzel (* 1972), türkischstämmige deutsche Lyrikerin